# Stefano Brundo
Stefano Brundo (Buenos Aires, Argentina; 19 de mayo de 1993) es un futbolista argentino. Juega como defensa central y su equipo actual es Estudiantes en Argentina.

## Trayectoria

### Inicios, All Boys y Comerciantes Unidos (Perú)
Debutó con la camiseta de All Boys en la 8ª fecha del Campeonato de Primera B Nacional 2014, frente a Independiente Rivadavia de Mendoza, con Alejandro Montenegro como Entrenador.

A pesar de haber sido titular la 1ª fecha del Campeonato de Primera B Nacional 2016 el defensor dejó la institución de Floresta para irse a préstamo al Club Deportivo Comerciantes Unidos de Perú con opción de compra por el lapso de un año. En ese año en el club peruano, en el Campeonato Descentralizado 2016, logra una histórica clasificación a la Copa Sudamericana siendo pilar fundamental de la defensa y colaborando con goles importantes durante esa temporada.[cita requerida]

### Atlético de Rafaela, 3 de Febrero (Paraguay) y Gimnasia de Mendoza
Tras finalizar su préstamo en Perú vuelve a All Boys, pero por un error administrativo de la dirigencia no puede jugar durante 6 meses. Pasado ese período, en julio del 2017, abandona la institución de Floresta en calidad de libre y ficha por Atlético de Rafaela, convirtiéndose en uno de los centrales titulares del equipo para el Campeonato de Primera B Nacional 2017-18. El 3 de diciembre de 2017 marca, de cabeza, su primer gol con la "crema" en un partido de la B Nacional como visitante ante Agropecuario, partido que Atlético de Rafaela terminaría ganando 3-1. Brundo marcaría el primero de esos 3 goles.[cita requerida]
En julio de 2018, decidió fichar por 3 de Febrero de Paraguay donde alcanzó a disputar 1 solo partido. En agosto del mismo año, es decir, un mes después decidió dejar al equipo paraguayo y probar suerte en Gimnasia de Mendoza para disputar la Primera B Nacional 2018-19.
A inicios del 2021 regresa al fútbol peruano para jugar la Segunda División del Perú con Carlos Stein. A final de temporada lograría ascender de categoría.

## Clubes
| Club                   | País      | Año       |
| ---------------------- | --------- | --------- |
| All Boys               | Argentina | 2014-2015 |
| Comerciantes Unidos    | Perú      | 2016      |
| Atlético de Rafaela    | Argentina | 2017      |
| 3 de Febrero           | Paraguay  | 2018      |
| Gimnasia y Esgrima (M) | Argentina | 2018-2019 |
| Atlético de Rafaela    | Argentina | 2019-2020 |
| Carlos Stein           | Perú      | 2021 -    |